# لجبیالت
لجبیالت (عربی: لجبيالت) یک ناحیه و شهرک در قطر است که در شهرداری دوحه قرار دارد.